# Еланский, Николай Николаевич
Никола́й Никола́евич Ела́нский (1894—1964) — советский хирург, доктор медицинских наук (1924), профессор (1934). Герой Социалистического Труда (1964). Заслуженный деятель науки РСФСР (1942). Лауреат Сталинской премии третьей степени (1952). Генерал-лейтенант медицинской службы (1944). Член ВКП(б) с 1943 года.

## Биография
Родился 20 апреля (2 мая) 1894 года в Новохопёрске (ныне Воронежская область).
Окончил Борисоглебскую гимназию с золотой медалью (1913). Окончил в 1917 году Императорскую медико-хирургическую академию. Участник Первой мировой войны, воевал на Юго-Западном фронте в качестве полкового врача.
В 1918 году вернулся с фронта и стал работать участковым врачом Макаровской сельской больницы в Воронежской губернии, где в годы Гражданской войны участвовал в ликвидации эпидемии сыпного тифа.
Возвратившись в 1921 году в Военно-медицинскую академию (ВМА) в хирургическую клинику С. П. Фёдорова, Николай Еланский начал заниматься проблемами переливания крови. Совместно с В. Н. Шамовым и И. Р. Петровым Еланский ещё в 1919 году приготовил первые в СССР стандартные сыворотки для определения групп крови.
В докторской диссертации «О взаимоотношении между язвой и раком желудка», написанной в 1924 году, указал на так называемые предраковые заболевания желудка, а в 1926 году опубликовал первую свою монографию «Переливание крови», в которой он обобщил опыт по этой проблеме.
В 1937 году Николай Еланский был назначен на должность начальника кафедры общей хирургии ВМА. В следующем 1938 году, восстановив созданную ещё в 1931 году В. А. Оппелем первую в стране кафедру военно-полевой хирургии, возглавил её.
Во время боёв на Халхин-Голе и советско-финской войны Еланский выезжал на фронт, где стал одним из организаторов хирургической помощи раненым.
С первых дней Великой Отечественной войны находился в действующей армии, являлся главным хирургом Северо-Западного, 2-го Прибалтийского, 2-го Украинского и Забайкальского фронтов. Во время войны Николай Еланский проявил себя как талантливый организатор медицинского обеспечения войск, наладил службу переливания крови, также осуществлял лечение открытых инфицированных переломов костей, также предложил перфорированный штифт для внутрикостной фиксации отломков и усовершенствовал технику наложения разных швов. Член ВКП(б) с 1943 года.
В ряде своих работ по военно-полевой хирургии Николай Еланский обосновал необходимость специализированного лечения, тем самым обобщил опыт армейских и фронтовых военно-полевых учреждений, где под его руководством оно проводилось при ранениях черепа, груди, живота, суставов и длинных трубчатых костей. Автор свыше 140 трудов по военно-полевой хирургии, применению антибиотиков при хирургическом лечении ран, хирургии желудка и пищевода, хирургии лёгких, проблемам онкологии и эндокринологии. Автор учебника «Военно-полевая хирургия» (выдержал 5 изданий, был переведен на немецкий, чешский, польский, корейский и другие языки) и учебника для студентов «Хирургические болезни». Членом редколлегии журнала «Хирургия».
В 1947 году был назначен главным хирургом Министерства обороны СССР, на этом посту проработал до 1955 года. Одновременно с этим назначением был избран на пост заведующего кафедрой факультетской хирургии 1-го МММИ имени И. М. Сеченова. Под его руководством защищено 9 докторских и свыше 30 кандидатских диссертаций. В 1948 году был направлен во главе большой группы военных и гражданских врачей в Ашхабад, где ему было поручено организовать систему медицинской помощи населению, пострадавшему при землетрясении. Там Н. Н. Еланский обратил внимание на неоднократные факты смерти людей, длительное время находившихся под обломками зданий, но не имевших серьёзных травм. Он установил, что от длительного сдавливания тела отказывали почки и одним из первых в СССР стал применять аппарат «искусственная почка» при лечении острой почечной недостаточности.
С 1955 по 1959 годы был профессором-консультантом Центрального военно-медицинского управления Министерства обороны СССР.
Скончался 31 августа 1964 года. Похоронен в Москве на Новодевичьем кладбище (участок № 6).

## Семья
Жена — Еланская, Кира Александровна (урожд. Мясоедова; 1895—1985), концертно-эстрадная певица.

## Адреса в Ленинграде
- Большой пр., дом 106 / наб. реки Карповки, дом 8

## Память
В его честь в 1965 году была названа Улица Еланского Москвы.

## Воинские звания
- Бригврач (16 августа 1938 года).
- Генерал-майор медицинской службы (21 апреля 1943 года).
- Генерал-лейтенант медицинской службы (13 сентября 1944 года).

## Почётные звания, награды и премии
Доктор медицинских наук (1924 год), профессор (1932 год). Заслуженный деятель науки РСФСР (3 сентября 1942 года).
Почётный член Всероссийского научного общества хирургов, Международной ассоциации хирургов, хирургического общества Чехословакии, вице-президент Общества советско-бельгийской дружбы.
- Герой Социалистического Труда (30.04.1964)
- три ордена Ленина (5.11.1946, 2.05.1954, 30.04.1964)[3];
- четыре ордена Красного Знамени (3.05.1942, 3.11.1944, 28.04.1945, 19.11.1951);
- орден Александра Невского (3.10.1945)
- орден Отечественной войны I степени (13.10.1943)
- два ордена Красной Звезды (17.11.1939, 7.04.1940);
- медали;
- Сталинская премия третьей степени (1952) — за пособие для военных врачей «Военно-полевая хирургия» (1950, 5-е издание).

## Книги
- Переливание крови. — М.—Л.: Государственное издательство, 1926. — 182 с.
- «Военно-полевая хирургия» (учебник) переиздавался пять раз (1941, 1942, 1945, 1949, 1950) и был переведён на иностранные языки (болгарский).
- «Хирургические болезни». — М.: Медицина, 1964. — 650 с.
- Автор ряда глав в многотомном труде «Опыт советской медицины в Великой Отечественной войне 1941—1945 гг.».